# قلاع (نبات)
قَلاع (الاسم العلمي: Prunella)، جنس نباتات عشبية برية عطرية معمرة من فصيلة الشفوية.